# Покас Григорій Андрійович
Покас Григорій Андрійович (р. н. невід. — п. до 1781) — військовий канцелярист. Народився в м. Погар (нині селище міського типу Брянської області, РФ). За припущенням О.Оглоблина, здобув освіту в Києво-Могилянській академії або Чернігівському колегіумі. Від 1737 — на військовій службі. Брав участь у російсько-турецькій війні 1735—1739 під командуванням генерал-фельдмаршала Б.-К.Мініха. Пізніше служив канцеляристом при уряді Погарської сотні Стародубського полку, а протягом 1742—57 — у Генеральній військовій канцелярії. 1757—68 — погарський війт. 1767 під час виборів до Комісії Законодавчої 1767—1768 виступив на чолі погарської старшини супроти проросійської частини місцевого міщанства, котрою керував Д.Привалов. Був заарештований і втратив війтівство. Військовий товариш (1757, 1775). Автор огляду української історії — «Описания о Малой России», яка доведена до 1751, зокрема приділив особливу увагу гетьманській елекції К.Розумовського. Одні дослідники вважають, що цей твір є редакцією «Короткого опису Малоросії» (М.Горбань), а П. — його переписувачем. Натомість інші (О.Оглоблин) — самостійним твором, підготовленим П., хоч і залежним за хронологічною канвою від «Короткого опису Малоросії», але радикально відмінним за своїми патріотично-автономістськими мотивами, що дають підстави розглядати його як предтечу «Історії Русів». Приятелював з відомими українськими діячами 18 ст., зокрема з М.Ханенком та ін.